# Yuanmouraptor
Yuanmouraptor („plenitel z oblasti Jüan-mou/Yuanmou“) byl rod teropodního dinosaura z čeledi Metriacanthosauridae. Žil v období střední jury (geologické stupně aalen až bajok, asi před 174 až 168 miliony let) na území dnešní Číny (provincie Jün-nan).

## Objev a popis

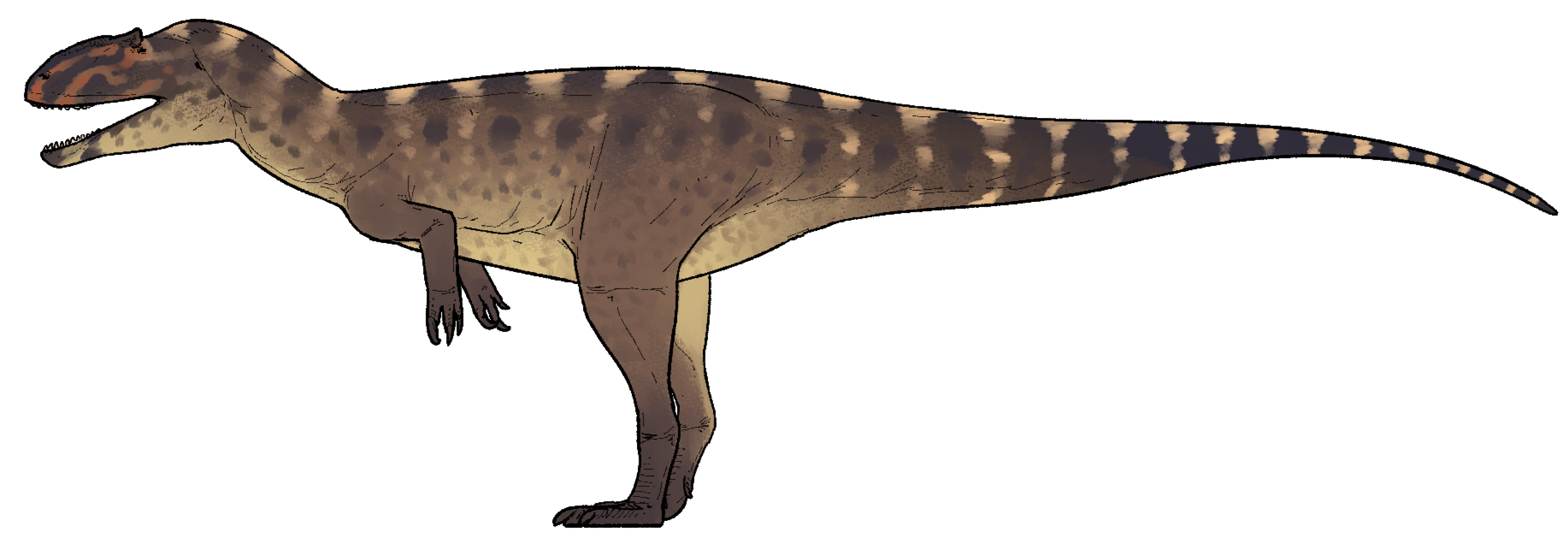
Yuanmouraptor jinshajiangensis - rekonstrukce celkového vzezření.

Fosilie tohoto teropoda byly objeveny v březnu roku 2006 v sedimentech souvrství Čang-che (angl. Zhanghe) a jednalo se pouze o nekompletně dochovanou lebku a několik obratlů. Lebka by v kompletním stavu měřila asi 60 cm, což odpovídá celkové délce kolem 6 metrů. Yuanmouraptor tak byl o trochu větší než jemu blízce příbuzný rod Xuanhanosaurus. Ten dosahoval délky asi 4,5 metru a hmotnosti kolem 250 kg. Podle jiných odhadů mohl být dlouhý až 6 metrů.
Druh Yuanmouraptor jinshajiangensis byl formálně popsán v dubnu roku 2025. Nejbližším vývojovým příbuzným tohoto taxonu byl podle provedené fylogenetické analýzy druh Xuanhanosaurus qilixiaensis.